# Ankh
L'Ankh, creu ansada (en llatí, creu amb nansa). També anomenada com la "creu de la vida" o la "creu egípcia", és un símbol en forma de creu amb la part superior en el·lipse. En l'antic Egipte, estava representat per un jeroglífic que significava "vida eterna" o "coure", sent el símbol més reproduït en la mitologia egípcia. En llatí, es denomina crux ansata.
L'origen és incert; segons E. Budge, podria haver evolucionat des del nus d'Isis. D'altres creuen que és l'estilització del sol ponent-se al riu o l'horitzó, o una sandàlia. Andrew Gordon, per la seva banda, pensa que ve del pit del bou, i s'associa amb el poder i l'estabilitat.
A les tombes, apareix com la petjada d'un déu, d'éssers de l'altra vida. És per això que els egipcis el portaven com a amulet per atreure la sort. Aquest ús ha passat a la cultura popular i al neopaganisme.
Simbolitza la unió dels déus egipcis o la unió a la familia.